# Матеуш Барон
Матеуш Барон (пол. Mateusz Baron; нар. 17 березня 1989, Битом, Польща) — відомий польський стронгмен. Найвище досягнення — 3-тє місце у змаганні Найсильніша Людина Європи 2010. Окрім цього вважається одним з найперспективніших польських стронгменів. Силовими вправами почав займатися у 2006 році.
Нині мешкає в місті Битом. Працює в охоронній сфері.

## Власні досягнення
- Присідання — 353 кг;
- Жим лежачи — 230 кг;
- Мертве зведення — 45 кг.